# Muhammad ibn Isma'il
Muḥammad ibn Ismāʿīl (in arabo محمد بن إسماعيل بن جعفر الصادق‎?; Medina, 740 – 813) è stato l'ottavo Imam dagli ismailiti (o settimani).
Muḥammad b. Ismāʿīl b. Jaʿfar al-Ṣādiq, chiamato dai suoi seguaci Muḥammad al-Maktūm ("il Silenzioso") o al-Maymūn ("il Benedetto") è stato il primo degli Imam nascosti ismailiti, che costituiscono una branca minoritaria, ma storicamente assai rilevante, dell'Islam sciita. 
Era figlio di Ismāʿīl b. Jaʿfar, erede designato dall'Imam Jaʿfar al-Ṣādiq, che sarebbe però morto secondo le diverse tradizioni nel 763 o nel 775, ma che i suoi seguaci giudicarono "occultatosi" agli occhi del mondo per proteggere se stesso, in un quadro salvifico tipico dello Sciismo, sia settimano (o ismailita), sia duodecimano (o imamita).

Alla morte nel 765 del nonno di Muḥammad ibn Ismāʿīl, Jaʿfar al-Ṣādiq, un conflitto relativo all'eredità spirituale contrappose i seguaci di Muḥammad ibn Ismāʿīl - che affermavano che il trasferimento dell'Imamato sarebbe avvenuto normalmente di padre in figlio - a quelli del fratello minore di Ismāʿīl b. Jaʿfar, Mūsā al-Kāẓim. Questi ultimi, maggioritari, costituirono di fatto la branca duodecimana dello Sciismo.
La tradizione ismailita sembra preferire la data del 775 per la morte di Jaʿfar, ed è dunque essa, per costoro, la data dell'assunzione del potere spirituale, in veste di Imam ismailita, di Muḥammad ibn Ismāʿīl.
Per chi non giudica plausibile la ghayba dell'ottavo Imam ismailita e la sua immortalità, la morte di Muḥammad sarebbe avvenuta nell'813.

## Biografia
Muḥammad ibn Ismāʿīl visse per 24 anni quando era ancora vivente il nonno Jaʿfar al-Ṣādiq e trascorse 20 anni nel seno della sua famiglia a Medina. Durante tutto questo periodo si tenne rigorosamente defilato dalla vita pubblica, fino alla morte del nonno nel 765, tanto che solo qualche intimo conosceva la sua vera identità. Era effettivamente ricercato dal Califfo abbaside Hārūn al-Rashīd, avversario accanito, come il padre al-Mansur, dell'Ahl al-Bayt, che aveva combattuto gli Omayyadi e che si sentiva defraudata del Califfato dai suoi antichi alleati abbasidi.
Da Medina si dice che egli avesse inviato suoi missionari non solo per divulgare la sua visione dell'Islam ma anche per cercare una contrada dove potersi mettere al sicuro dalle minacce abbasidi. Quando il califfo Hārūn al-Rashīd ricevette informazioni che lo riguardavano, inviò immediatamente suoi emissari perché lo arrestassero. Muḥammad ibn Ismāʿīl riuscì tuttavia a mettersi in salvo grazie a un tunnel sotterraneo che si era fatto scavare a tal fine. 
Nel 799, suo zio Mūsā al-Kāẓim, riconosciuto dai duodecimani come loro Imām, fu a sua volta incarcerato a Baghdad dal califfo Hārūn al-Rashīd e fatto avvelenare.
Durante la sua fuga, Muḥammad b. Ismāʿīl era accompagnato da Maymūn al-Qaddāḥ Chi parlava comunque a nome di Muḥammad ibn Ismāʿīl si faceva chiamare Maymūn al-Qaddāḥ.
Ammettendo l'ipotesi dell'esistenza dei due personaggi, Muḥammad b. Ismāʿīl avrebbe avuto nell'828 un figlio, di nome ʿAbd Allāh al-Wāfī mentre Maymūn al-Qaddāḥ avrebbe generato un figlio, chiamato anche lui ʿAbd Allāh. Malgrado i due si facessero schermo dei propri figli omonimi, questa possibile confusione e lo scambio dei ruoli tra costoro, servì agli Abbasidi per gettare il discredito sulla validità dei califfi fatimidi nel 1010. Questo periodo di vita clandestina valse a Muḥammad il suo soprannome di al-Maktūm ("il Silenzioso").
Nell'805, il califfo al-Rashīd impartì l'ordine a Isḥāq b. al-ʿAbbās, governatore di Rayy (vicino all'attuale città di Teheran), di arrestare Muḥammad b. Ismāʿīl e di spedirglielo a Baghdad. Ma il governatore, che praticava segretamente la fede ismailita, non obbedì. Le spie del califfo gli rivelarono che non solo l'Imam alloggiava presso al-ʿAbbās ma che era proprio da lì che partivano i suoi missionari (dāʿī). 
Ii governatore del Khorāsān, provincia orientale della Persia, affliggeva i suoi sudditi con tasse eccessive. Hārūn al-Rashīd decise di deporre questo suo governatore e al contempo di arrestare gli ismailiti. In un incontro tra i due a Rayy, il governatore del Khorāsān tornò però nelle grazie del califfo grazie a una serie di stupendi doni offertigli mentre Isḥāq b. al-ʿAbbās, governatore di Rayy, pur imprigionato e torturato a morte, non rivelò alcunché alle autorità abbasidi.
Muḥammad b. Ismāʿīl cercò rifugio presso un altro governatore, amico degli ismailiti, nella regione persiana di Hamadân, dove trascorse una vita accettabile. Sorpreso in preghiera in moschea da un agente abbaside, Muḥammad b. Ismāʿīl dovette fuggire più a meridione, nel Khūzistān (provincia lungo l'attuale confine con l'Iraq, chiamata anche ʿArabistān). Da lì riparò di nuovo in Khorasan sotto le mentite spoglie di un mercante e s'insediò a Shapur, nella provincia del Fars (Sud Ovest dell'Iran).
Inseguito continuamente dagli Abbasidi, Muḥammad b. Ismāʿīl trovò finalmente rifugio nella valle del Ferghana, nel NE dell'attuale Uzbekistan, ai piedi della catena montuosa del Pamir. 

Morì nell'813 (ma per i suoi seguaci sarebbe anch'egli "entrato in ghayba") e a succedergli fu suo figlio ʿAbd Allāh al-Wāfī..